# Cyrtanthus obliquus
Cyrtanthus obliquus är en amaryllisväxtart som först beskrevs av Carl von Linné d.y., och fick sitt nu gällande namn av William Aiton. Cyrtanthus obliquus ingår i släktet Cyrtanthus, och familjen amaryllisväxter. Inga underarter finns listade i Catalogue of Life.

## Bildgalleri

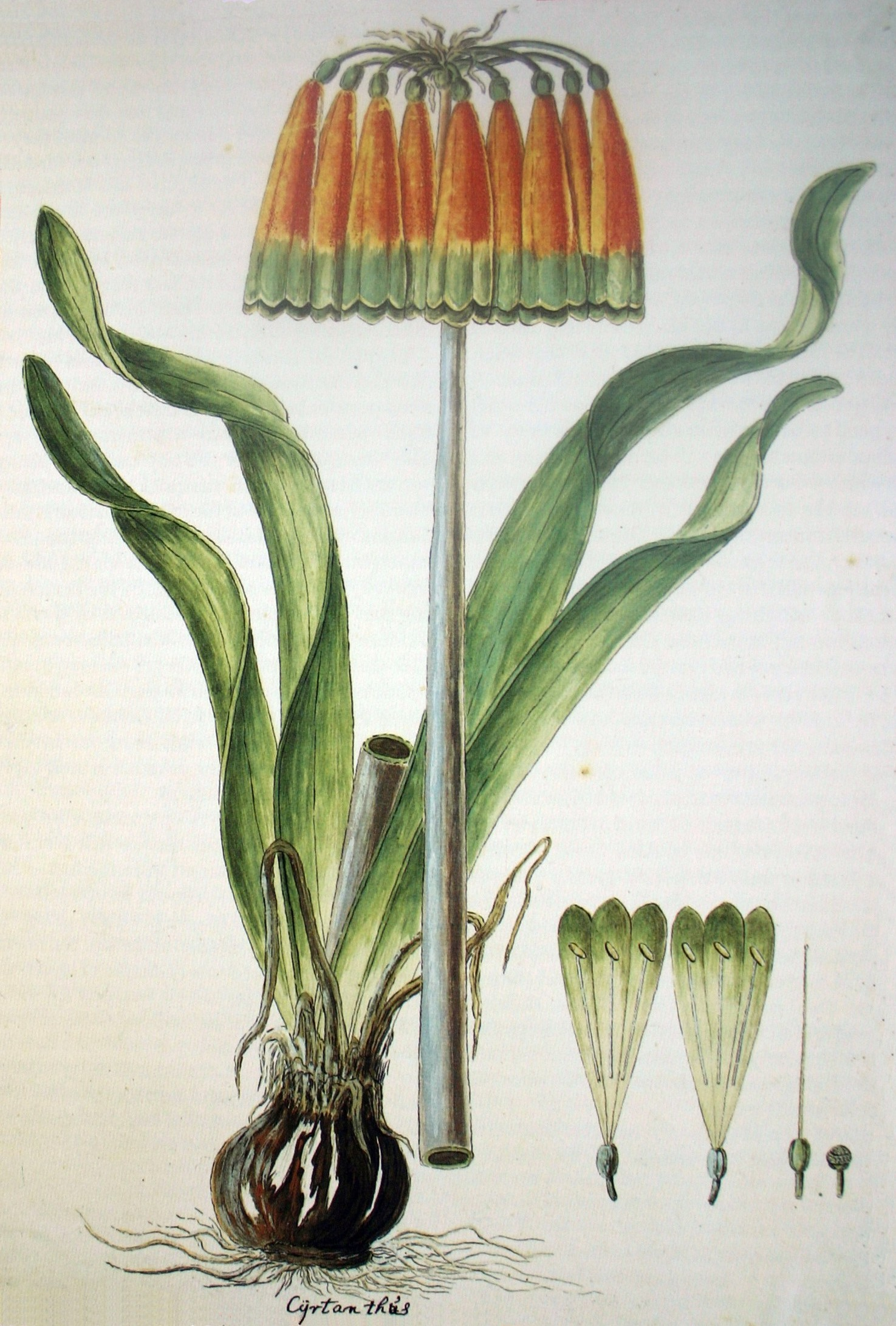